# Vega (Noruega)
Vega é uma comuna no Condado de Nordland, Noruega. É parte da região tradicional Helgeland. O centro administrativo do município é a aldeia de Gladstad. Outras aldeias incluem Holand e Ylvingen.
O município é composto por cerca de 6.500 ilhas no arquipélago de Vega. A ilha principal do município é também chamado de Vega, e também é o maior em 163 quilômetros quadrados (63 sq mi). O faraol de Bremstein está localizado na parte sudoeste do município.